# 瓦里亞卡區
瓦里亞卡區（西班牙語：Distrito de Huariaca），是秘魯的一個區，位於該國中部帕斯科大區的帕斯科省，面積133.07平方公里，海拔高度2,941米，2005年人口7,897，人口密度每平方公里59人。